# Les Recettes pompettes (France)
 (février 2025).
Si vous disposez d'ouvrages ou d'articles de référence ou si vous connaissez des sites web de qualité traitant du thème abordé ici, merci de compléter l'article en donnant les références utiles à sa vérifiabilité et en les liant à la section « Notes et références ».
Pour les articles homonymes, voir Les Recettes pompettes.
Les Recettes pompettes est une émission de variétés française animée par Monsieur Poulpe, adaptée de l'émission québécoise du même nom et diffusée en 2016 sur le site d'hébergement de vidéo YouTube.

## Description
L'émission se déroule de la même manière que l'émission originale. Monsieur Poulpe et son invité tentent de réaliser une recette de cuisine tout en buvant des shooters de vodka.
Avant le lancement officiel de l'émission, le ministère des Affaires sociales et de la Santé publie un communiqué dans lequel il demande aux producteurs de retirer la bande-annonce et de renoncer à l'émission. L'émission est maintenue et le premier épisode avec Stéphane Bern comme invité est mis en ligne le 13 avril 2016.
À la suite des deux premières émissions, l'Association nationale de prévention en alcoologie et addictologie saisit la justice en avril 2016 et interpelle le gouvernement pour une application de la loi Evin sur le web. Le 14 décembre 2016, le Conseil supérieur de l'audiovisuel met en garde l’éditeur du programme, le Studio Bagel du groupe Canal+, pour « propagande en faveur de l'alcool » et estime qu'il doit notamment respecter les règles de protection du jeune public.
À la suite de l'arrêt définitif de l'émission après quinze épisodes, l'intégralité des vidéos est supprimée de la chaîne YouTube.

## Déroulement de l'émission
Monsieur Poulpe et son invité réalisent une recette tout au long de l’émission. Entre les étapes de la préparation, différentes activités sont proposées à l'invité.
- Le jeu à boire dans lequel l'invité boit de toute façon, qu'il soit gagnant ou perdant.
- L'instant promo où Monsieur Poulpe fait la promotion d'une œuvre en lien avec l'invité
- L'appel pompette où l'invité appelle un de ses amis, une personnalité connue du grand public
- Interlude musical
- Au coin du four : Monsieur Poulpe demande des confidences à l'invité, devant le four ouvert, qui permet donc de générer de la lumière.

Monsieur Poulpe et l'invité finissent par goûter le plat, avant que l'animateur annonce qu'il ramène ce dernier à sa voiture. À la suite des polémiques entourant le lancement de l'émission, Monsieur Poulpe précise que les invités sont en fait raccompagnés par une voiture avec chauffeur.

## Liste des émissions

### Saison 1
| Date            | Invité                   | Recettes                                                                                   | Appel pompette          | Participation |
| --------------- | ------------------------ | ------------------------------------------------------------------------------------------ | ----------------------- | ------------- |
| 13 avril 2016   | Stéphane Bern            | Œuf mollet princier sur un écrasé de pomme de terre à la roturière avec son tourteau royal | Nikos Aliagas           | —             |
| 27 avril 2016   | Antoine de Caunes        | Tempura de gambas à la trouvilloise                                                        | José Garcia             | —             |
| 11 mai 2016     | Manu Payet               | Rougail saucisses revisité                                                                 | Gilles Lellouche        | —             |
| 25 mai 2016     | Frédéric Beigbeder       | Kremlin d'avocat et son karpaccio de saint-kak au kaviar                                   | Jonathan Lambert        | —             |
| 15 juin 2016    | Élodie Frégé             | Maki de bœuf bourguignon et son gros sushi à la viande                                     | —                       | Manu Payet    |
| 29 juin 2016    | Daphné Bürki             | Pomme de terre Amandine et sa tranche de jambon                                            | Alexandre Astier        | Alban Lenoir  |
| 13 juillet 2016 | François-Xavier Demaison | Burgers macarons                                                                           | —                       | —             |
| 21 juillet 2016 | Philippe Katerine        | Reinette farcie à sec et sa part de fion                                                   | Mère de Monsieur Poulpe | Mister V      |

### Saison 2
| Date             | Invité                             | Recettes                                        | Appel pompette               | Participation                                  |
| ---------------- | ---------------------------------- | ----------------------------------------------- | ---------------------------- | ---------------------------------------------- |
| 26 octobre 2016  | Grégoire Ludig et David Marsais    | Tian de légumes anciens et son collabo de porc  | —                            | Dominique Pinon                                |
| 23 novembre 2016 | Clara Morgane                      | Choucroute phocéenne                            | —                            | Xavier Pincemin                                |
| 7 décembre 2016  | Marina Foïs et Laurent Laffitte    | Croquettes de galinacette fourrées à la toscane | —                            | Jonathan Cohen                                 |
| 21 décembre 2016 | André Manoukian                    | Une bonne grosse bûche arménienne               | Élodie Frégé                 | —                                              |
| 9 février 2017   | Guillaume Canet                    | Wok'n'roll                                      | Marion Cotillard             | Mario Luraschi, Thomas VDB et Mathieu Madénian |
| 24 mars 2017     | Camille Cottin et Juliette Binoche | Ballotine de poulet et son duo de purée         | Wim Wenders et Ralph Fiennes | François Rollin et Manu Payet                  |

### Saison 3
| Date         | Invité           | Recettes                                       | Appel pompette | Participation                                                                  |
| ------------ | ---------------- | ---------------------------------------------- | -------------- | ------------------------------------------------------------------------------ |
| 15 juin 2017 | Sharleen Spiteri | Croquettes de rumbledethump et son paris-texan | Thierry Henry  | Gaël Mectoob et Baptiste Lorber (Bapt&Gaël), Lionel Laget et Stéphane Filloque |

### Les coulisses
| Date            | Émission                 |
| --------------- | ------------------------ |
| 4 mai 2016      | Antoine de Caunes        |
| 18 mai 2016     | Manu Payet               |
| 1er juin 2016   | Frédéric Beigbeder       |
| 22 juin 2016    | Élodie Frégé             |
| 6 juillet 2016  | Daphné Bürki             |
| 28 juillet 2016 | François-Xavier Demaison |
| 3 août 2016     | Philippe Katerine        |